# Sarbanissa hilaris
Sarbanissa hilaris là một loài bướm đêm trong họ Noctuidae.